# Buste (kunst)

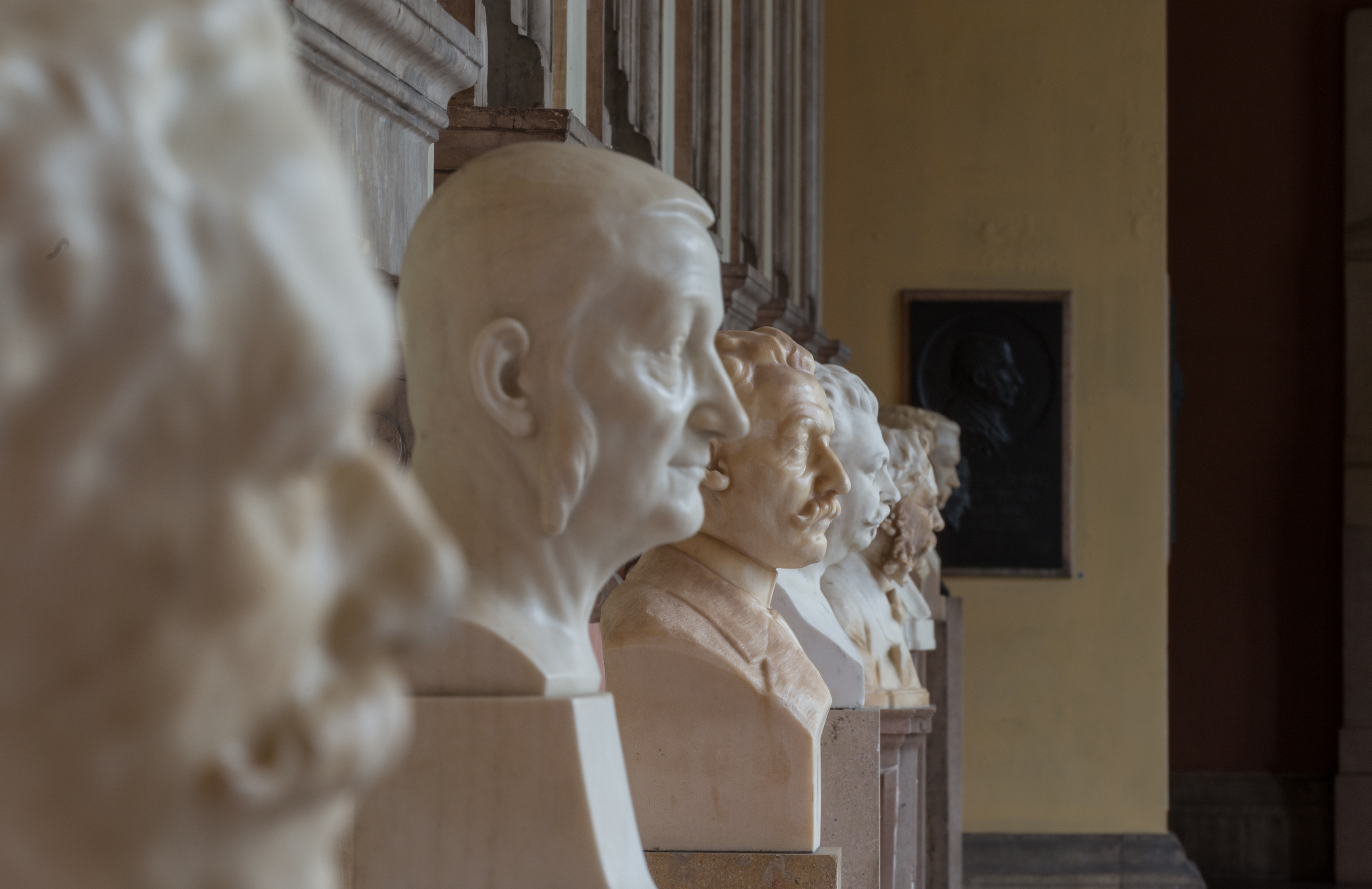
Een reeks van bustes van wetenschappers op de binnenplaats van de Universiteit van Wenen

Een buste of borstbeeld is een beeldhouwwerk dat enkel het hoofd, de borst en de schouders toont. Het is bedoeld als beeldhouw-tegenhanger van het portret. Bustes beelden daarom vrijwel altijd bestaande of historische personen af.
Als kunstvorm stamt de buste uit de Egyptische en later Griekse tijd. De functie daar was precies hetzelfde als nu, zij het dat men toen streefde naar een geïdealiseerd beeld van de afgebeelde persoon, waardoor de gelijkenis vaak enigszins te wensen over liet. Het werd ongeveer zo gebruikt als men nu een staatsieportret van een koningin of prins maakt, zodat men in het rijk een beeld had van de heerser. Hierbij maakte de beeldhouwer gebruik van een geboetseerd model in gips, klei of was, dat dan ofwel werd afgegoten in metaal, meestal brons, of werd uitgevoerd in steen, meestal marmer, met behulp van een punteerapparaat of een ander meetgereedschap.
Lange tijd is de buste uit de mode geweest, maar zij maakte een wedergeboorte vanaf ongeveer de late renaissance. Lodewijk XIV liet bijvoorbeeld vele bustes maken (onder anderen door Bernini) om zijn paleizen te sieren. Ook van andere leiders, zowel als kunstenaars en andere vooraanstaande personen kwamen er weer meer bustes. Het genre is sindsdien, vaak bedoeld ter nagedachtenis, in gebruik gebleven.
In de numismatiek wordt de term buste ook gebruikt voor een portret met schouders, afgebeeld op een munt.

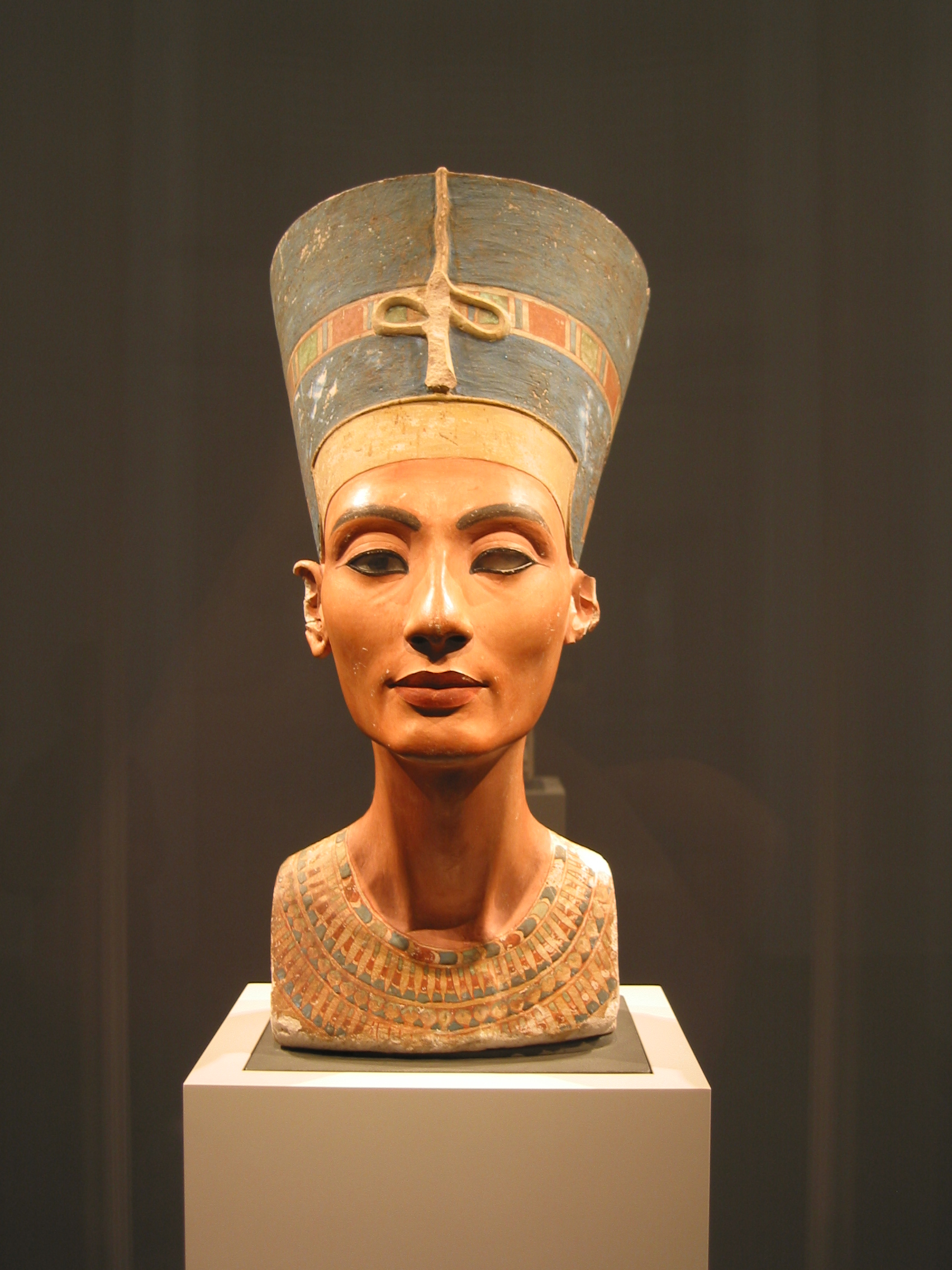
Nefertiti
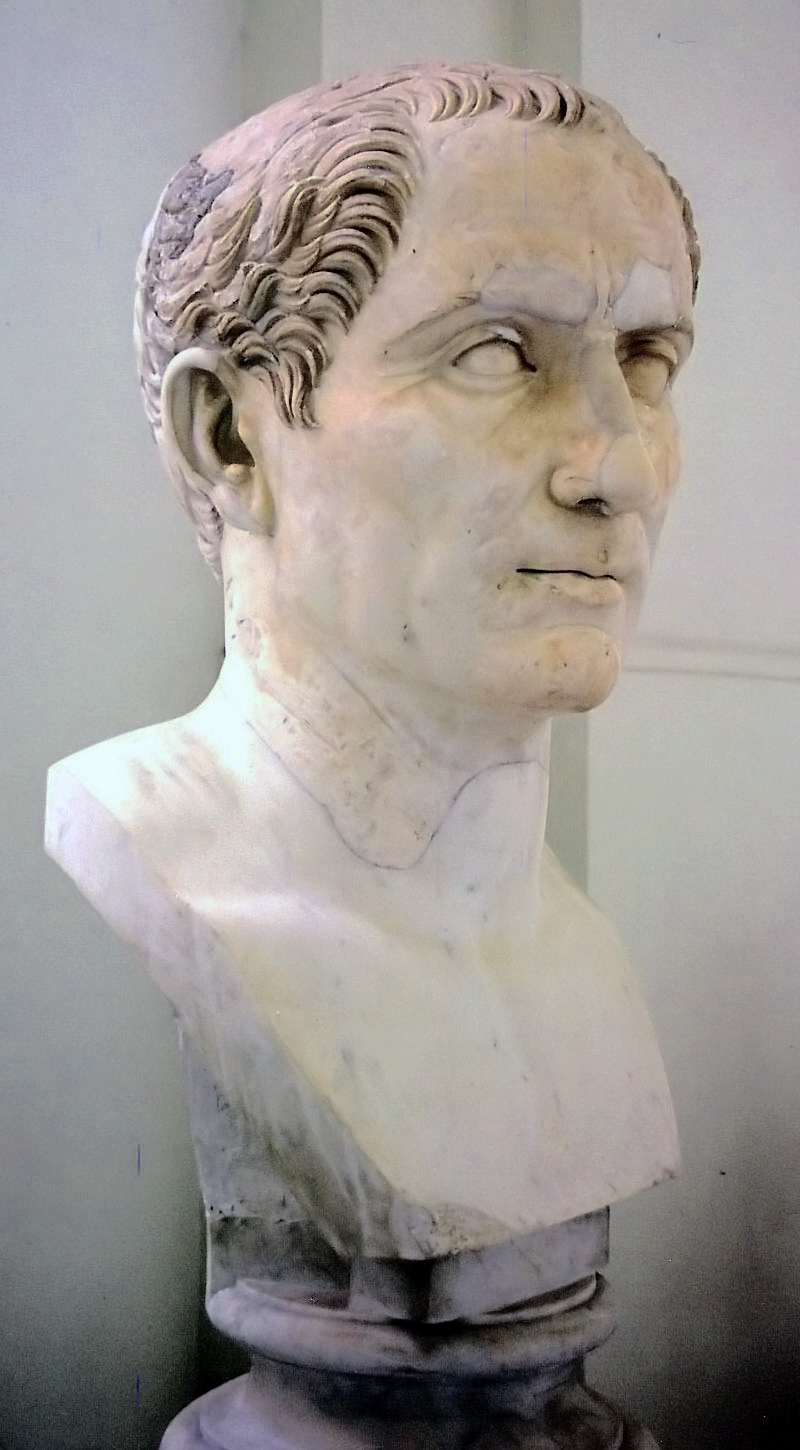
Julius Caesar
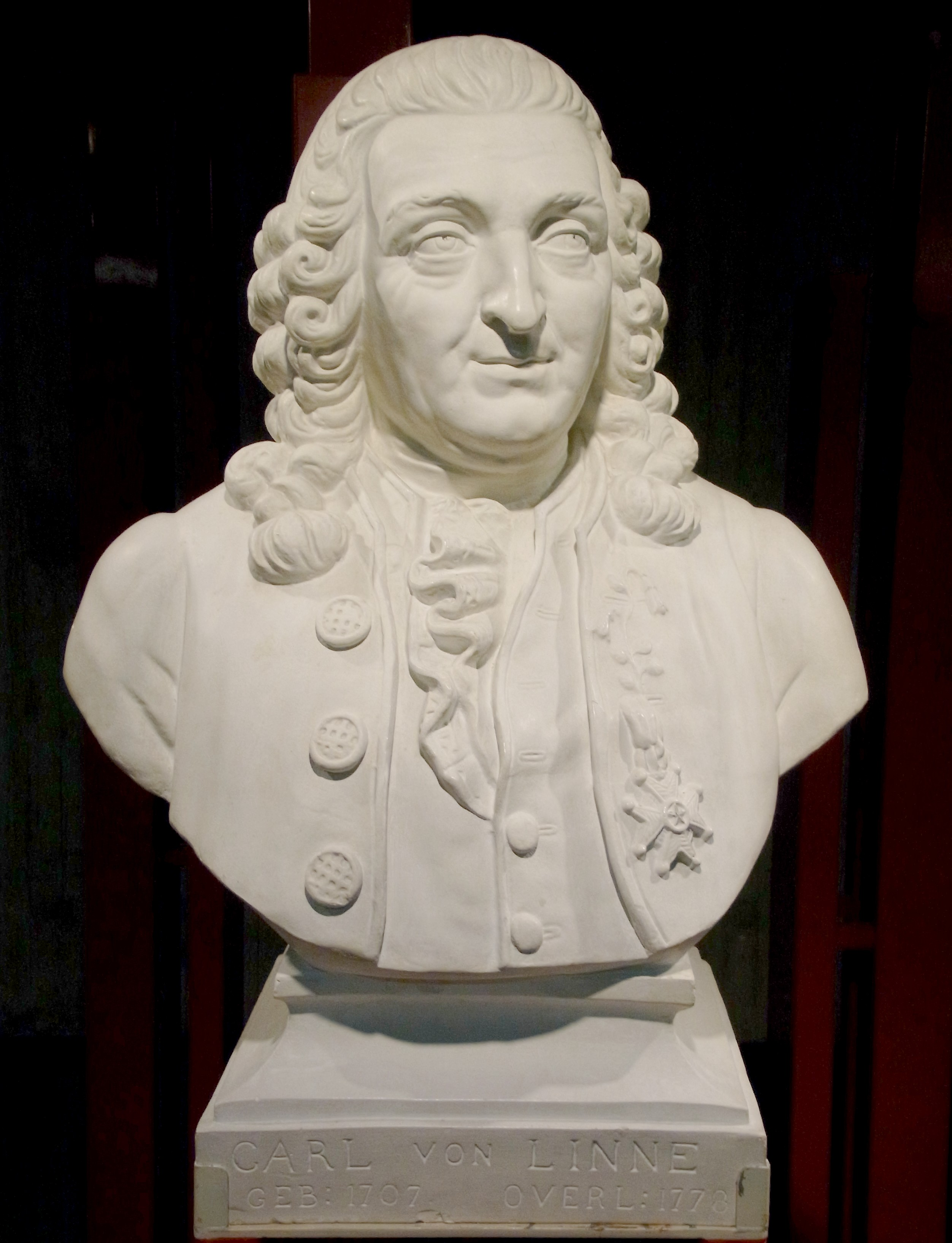
Carl Linnaeus
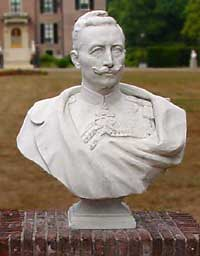
Wilhelm II in Huis Doorn
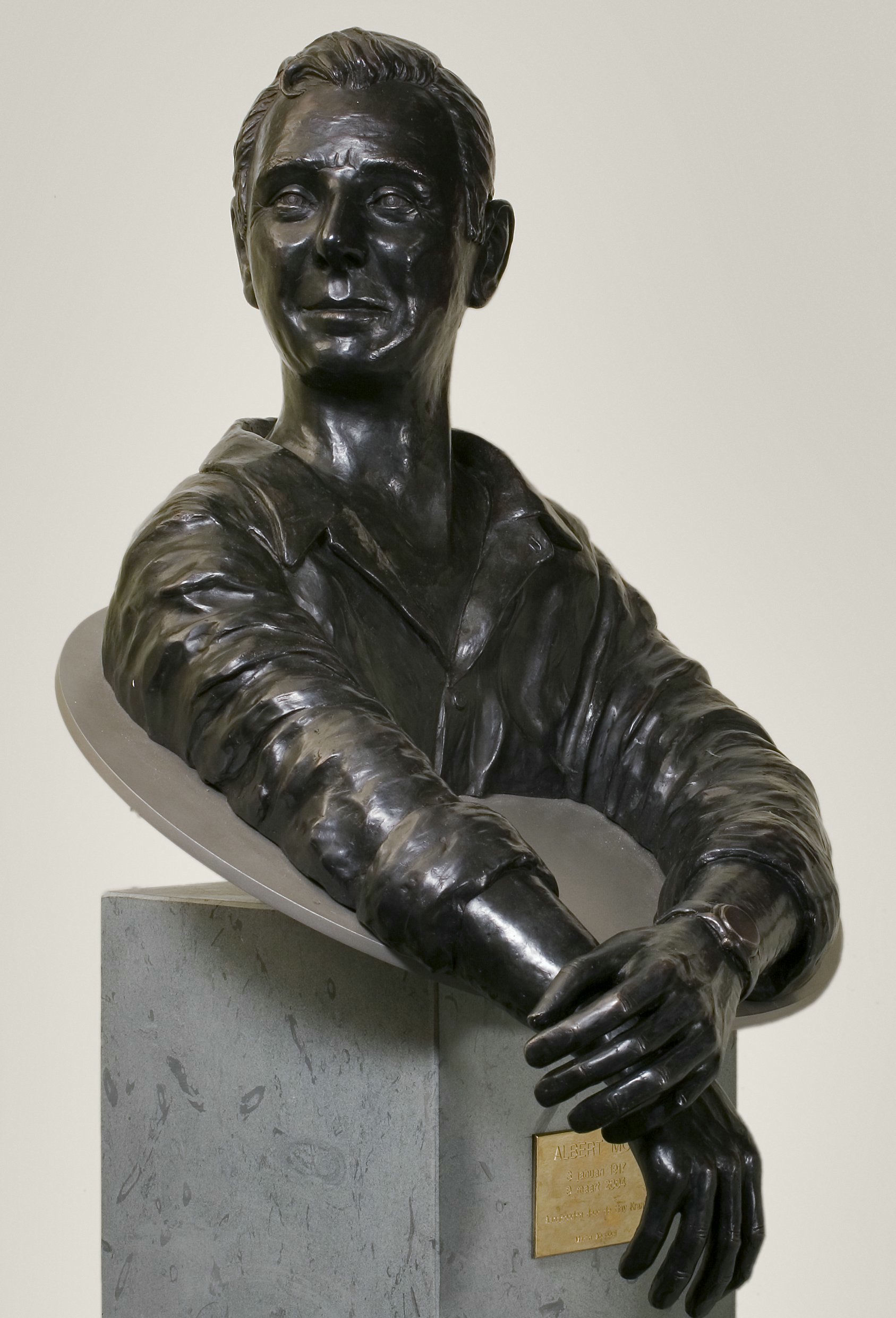
Albert Mol
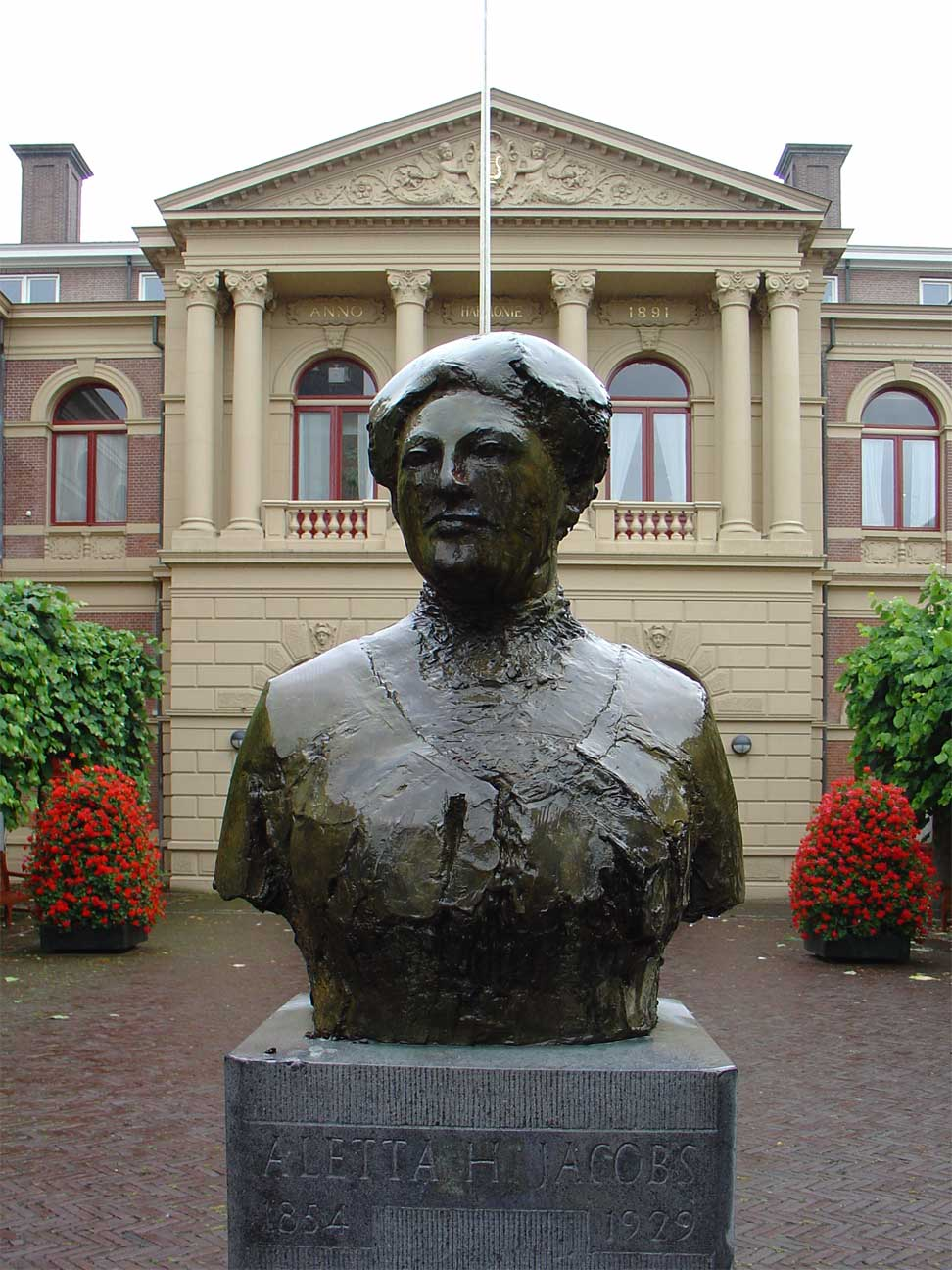
Aletta Jacobs in Groningen